# Phil Perry
Pour les articles homonymes, voir Perry.
 (août 2019).
Si vous disposez d'ouvrages ou d'articles de référence ou si vous connaissez des sites web de qualité traitant du thème abordé ici, merci de compléter l'article en donnant les références utiles à sa vérifiabilité et en les liant à la section « Notes et références ».
Phil Perry est un chanteur de RnB et de jazz américain, ancien membre des Montclairs, né le 12 janvier 1952 à East Saint Louis, dans l'Illinois (États-Unis). Crooner à succès dans les milieux quiet storm et smooth jazz, son falsetto suave a aussi agrémenté des titres de stars du R&B, du jazz et de la pop telles que Lee Ritenour, George Duke, Anita Baker, Rod Stewart ou Peabo Bryson. Son titre ayant obtenu le plus de succès à ce jour est son tube "Call Me" en 1990, n°1 du classement R&B du Billboard. Phil Perry est aussi présent sur de nombreux projets du label GRP Records, souvent accompagné du guitariste Lee Ritenour. En 2007, il est parti en tournée avec le saxophoniste Dave Koz. Il a également écrit, composé et chanté quelques chansons pour l'anime Riding Bean.

## Discographie
| titles                 | Année | Label         |  |
| ---------------------- | ----- | ------------- |  |
| The Heart of the Man   | 1991  | Capitol       |  |
| Pure Pleasure          | 1994  | GRP/MCA       |  |
| One Heart, One Love    | 1998  | Private Music |  |
| My Book of Love        | 2000  | Private Music |  |
| Magic                  | 2001  | Peak          |  |
| The Classic Love Songs | 2006  | Shanachie     |  |
| A Mighty Love          | 2007  | Shanachie     |  |

## Liens
- Site officiel
- Espace MySpace